# Phú Nam
Phú Nam là một xã thuộc huyện Bắc Mê, tỉnh Hà Giang, Việt Nam.

## Địa lý
Xã Phú Nam có vị trí địa lý:
- Phía đông giáp tỉnh Cao Bằng
- Phía tây giáp thị trấn Yên Phú và xã Yên Cường
- Phía nam giáp xã Đường Âm và xã Yên Cường
- Phía bắc giáp tỉnh Cao Bằng và xã Yên Phong.

Xã Phú Nam có diện tích 44,56 km², dân số năm 2019 là 2.668 người, mật độ dân số đạt 60 người/km².

## Hành chính
Xã Phú Nam được chia thành 4 thôn, bản: Bản Tính, Tắn Khâu I, Khuổi Tần, Tắn Khâu II.

## Lịch sử
Ngày 18 tháng 11 năm 1983, Hội đồng Bộ trưởng ban hành Quyết định số 136-HĐBT về việc thành lập huyện Bắc Mê trên cơ sở tách xã Phú Nam của huyện Vị Xuyên.